# Branchiomaldane simplex
Branchiomaldane simplex är en ringmaskart som först beskrevs av Miles Joseph Berkeley 1932.  Branchiomaldane simplex ingår i släktet Branchiomaldane och familjen Arenicolidae. Inga underarter finns listade i Catalogue of Life.